# حسين أباد كرد (زياران)
حسین أباد کرد (بالفارسية: حسین‌آباد کرد) هي قرية تقع في إيران في قسم زیاران الریفي. يقدر عدد سكانها بـ 324 نسمة .